# عمارة جفرسونية
العمارة الجفرسونية هي شكل أمريكي من الكلاسيكية الجديدة و/أو البالادية الجديدة المجسدة في التصاميم المعمارية لرئيس الولايات المتحدة والموسوعي توماس جفرسون، والتي سُميت باسمه. تشمل هذه العمارة منزله (مونتيسيلو) ومنتجعه (غابة الحور) والجامعة التي أسسها (جامعة فيرجينيا)، وتصاميمه لمنازل الأصدقاء والحلفاء السياسيين (لا سيما باربوسفيل). ما تزال أكثر من عشرة منازل تحمل طابعه الشخصي قائمة حتى يومنا هذا. كان أسلوب جفرسون شائعًا في الفترة الأمريكية المبكرة في نفس الوقت تقريبًا الذي كانت فيه عمارة إحياء اليونان الأكثر شيوعًا تتجه أيضًا إلى الرواج (منذ تسعينيات القرن الثامن عشر وحتى ثلاثينيات القرن التاسع عشر) بمساعدته.

## المصادر والإلهام

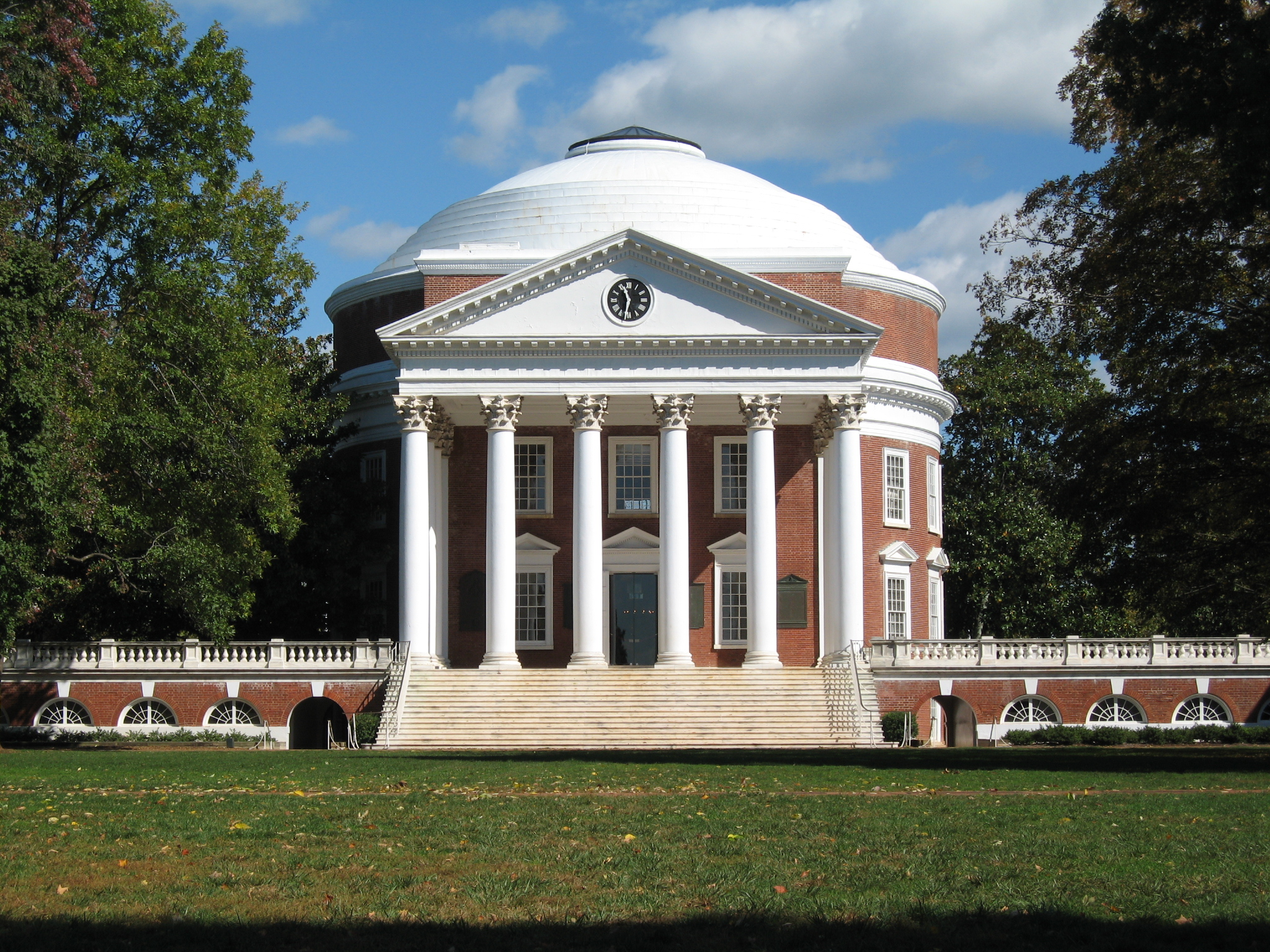
لا روتوندا في عام 2006

## مونتيسيلو

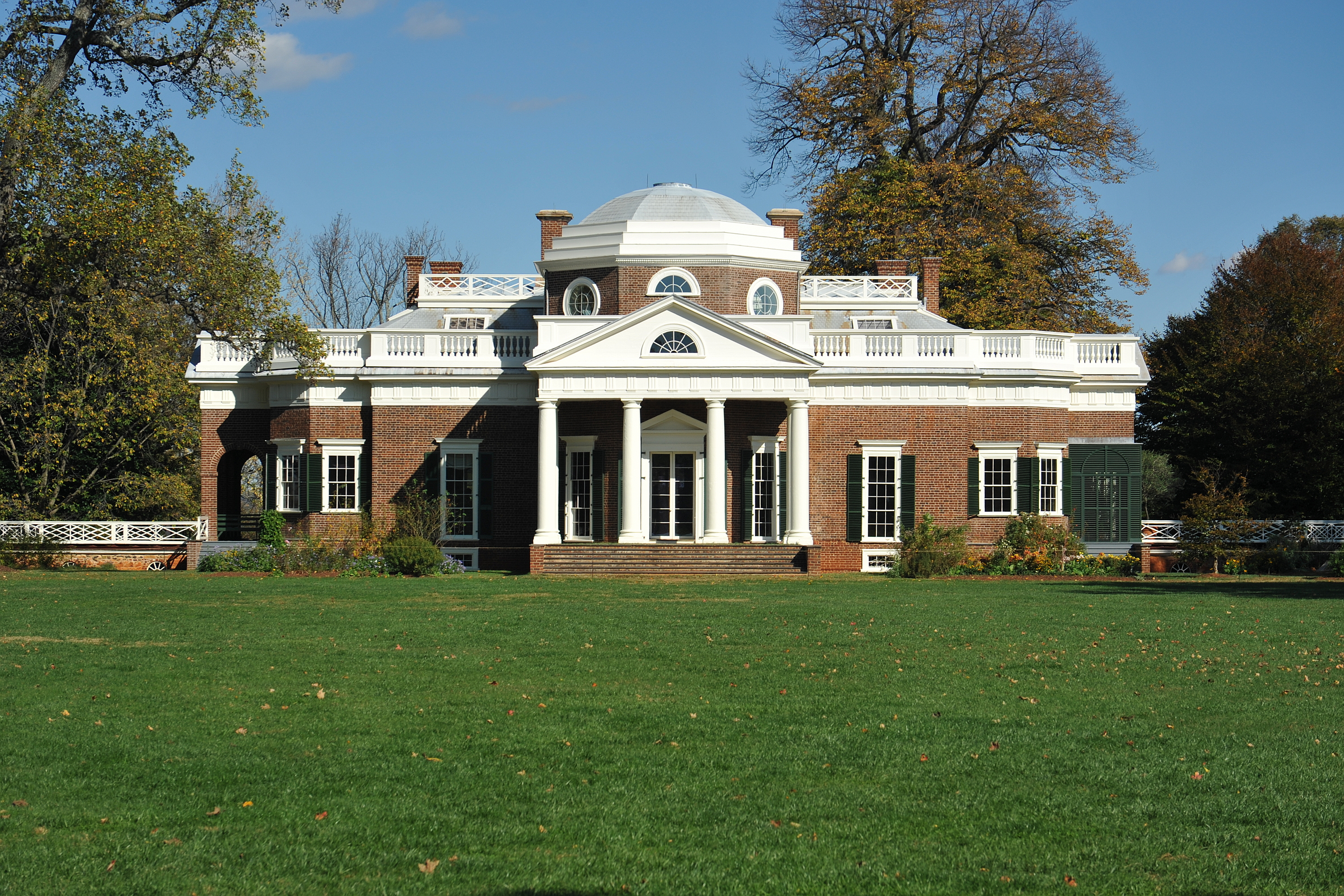
مونتيسيلو